# ExtendedancEPlay
Extendedanceplay (стилизовано как ExtendedancEPlay) — студийный мини-альбом британской рок-группы Dire Straits, выпущенный 14 января 1983 года компанией Warner Bros. Records в США и лейблом Vertigo Records — в других странах. Пластинка содержит три песни в международной версии и четыре на американской, которая также включает в себя песню «Badges, Posters, Sticker, T-Shirts», вырезку из студийных сессий записи альбома Love Over Gold. Кассетная версия мини-альбома носит название первого трека, хита «Twisting By The Pool».
Пластинка состоит из оптимистичных песен с элементами рок-н-ролла, джаза и свинга. Это первый релиз группы с участием нового барабанщика Терри Уильямса, заменившего ушедшего из группы в ноябре 1982 года Пика Уизерса.
Мини-альбом никогда не издавался в виде стандартного компакт-диска. Существуют только несколько очень редких изданий в формате CD Video.Тем не менее, песня «Twisting By The Pool» появляется в CD-версии сборника Sultans of Swing: The Very Best of Dire Straits, а запись живого исполнения «Two Young Lovers» — на концертном альбоме Alchemy: Dire Straits Live.

## Список композиций
Слова и музыка всех песен написаны Марком Нопфлером.
| №                   | Название                               | Длительность |
| ------------------- | -------------------------------------- | ------------ |
| 1.                  | «Twisting By The Pool»                 | 3:28         |
| 2.                  | «Badgers, Posters, Stickers, T-Shirts» | 4:54         |
| 3.                  | «Two Young Lovers»                     | 3:22         |
| 4.                  | «If I Had You»                         | 4:16         |
| Общая длительность: | Общая длительность:                    | 15:52        |

## Участники записи
Dire Straits
- Марк Нопфлер (англ. Mark Knopfler) — вокал, соло-гитара
- Хэл Лайндес (англ. Hal Lindes) — бэк-вокал, ритм-гитара
- Алан Кларк (англ. Alan Clark) — фортепиано, орган Хэммонда, синтезатор
- Джон Иллсли (англ. John Illsley) — бэк-вокал, бас-гитара
- Терри Уильямс (англ. Terry Williams) — ударные (треки 1, 3, 4)
- Пик Уизерс (англ. Pick Withers) — ударные (трек 2)

Приглашённые музыканты
- Мэл Коллинз (англ. Mel Collins) — саксофон

Технический персонал
- Марк Нопфлер — продюсер
- Джон Этчеллс (англ. John Etchells) — звукоинженер[2]

## Позиции в чартах
| Чарт (1983)         | Наивысшая позиция |
| ------------------- | ----------------- |
| США (Billboard 200) | 53                |